# 1,3,5-环辛三烯
1,3,5-环辛三烯是一种有机化合物，化学式为C8H10，是1,3,6-环辛三烯的同分异构体。

## 制备
将1,5-环辛二烯、NBS和少许过氧化苯甲酰在四氯化碳中回流，得到3-溴-1,5-环辛二烯和6-溴-1,4-环辛二烯的混合物，将其滴加至含碳酸锂和氯化锂的DMF溶液中。反应完成后加入冰水，用戊烷萃取、硫酸钠干燥、过滤，蒸去戊烷后得到1,3,5-环辛三烯。